# Dan Michael Knudsen
Dan Michael Knudsen (* 2. März 1962 in Vejle) war von 2008 bis 2017 der Reichsombudsmann der Färöer.

## Leben
1997 schloss Knudsen sein Studium an der Süddänischen Universität in Odense mit einem Magister in Sozialökonomie ab.
Von 1997 bis 2000 arbeitete er im Finanzministerium der färöischen Autonomregierung. 2008 wurde er als Nachfolger von Søren Christensen dänischer Reichsombudsmann der Färöer. Als Hochkommissar verfasste er jährlich einen Bericht an den dänischen Ministerpräsidenten in Vertretung von Königin Margrethe II. auf dem Territorium der Färöer. Ihm folgte Lene Moyell Johansen nach.